# Mon cœur l'aime
"Mon cœur l'aime" ("O meu coração ama-o") foi a canção que representou a Suíça no Festival Eurovisão da Canção 1996 que teve lugar em 18 de maio de 1996, em Oslo, na Noruega.
A referida canção foi interpretada em francês por Kathy Leander. Na noite do festival, foi a nona canção a ser interpretada, a seguir à canção austríaca "Weil's dr guat got", interpretada por George Nussbaumer e antes da canção grega "Emeis Forame to Himona Anixiatika", interpretada por Marianna Efstratiou. Terminou a competição em 16.º lugar (entre 23 participantes), tendo recebido um total de 26 pontos. No ano seguinte, a Suíça fez-se representar com a canção "Dentro di me", interpretada por Barbara Berta.

## Autores
| AUTORES                       |
| ----------------------------- |
| Letrista: Régis Mounir        |
| Compositor: Régis Mounir      |
| Orquestrador: Rui Filipe Reis |

## Letra
A canção é uma balada, na qual Leander afirma que apesar das desilusões, está pronta para receber de novo o seu amante, visto que o seu coração não o deixou de o amar.